# Никола Арнаудов
 Тази статия е за българския учен.  За българския военен и революционер вижте Никола Арнаудов (революционер).  
Никола Георгиев Арнаудов е български ботаник, професор от 1929 г.
Пръв ръководител на катедрата по обща ботаника в Софийския унивеситет. Изследва мъховете в България, хищните водни гъби, бактериалните грудки, предисторическите ботанически материали и др.